# De legibus
De legibus ('Over de wetten') is een rechtsfilosofisch werk geschreven door Marcus Tullius Cicero rond 52 v.Chr. Er zijn drie boeken van bewaard en men neemt aan dat er minstens nog een vierde en een vijfde boek zijn geweest. Net als zijn De re publica, waarop het een aanvulling vormt, handelt De legibus over de Romeinse staatsinrichting. Het verdedigt de Romeinse republiek, die bedreigd werd door alleenheersers en driemanschappen en die kort nadien ten einde kwam.

## Totstandkoming
Een exact jaar van verschijning is niet bekend. In het werk vermeldt Cicero zijn functie van augur en zinspeelt hij op de dood van Clodius, wat 52 v.Chr. tot een aannemelijke terminus post quem maakt. Uit de brieven van Cicero aan Brutus blijkt dan weer dat het werk niet ná 46 v.Chr. kan zijn voltooid (áls het ten minste voltooid is). Drie boeken zijn bewaard gebleven. In het derde boek wordt een vierde aangekondigd en in een fragment van Macrobius wordt uit een vijfde geciteerd. Cicero richtte zich naar de Politeia en Nomoi van Plato, dat hij als een tweeluik zag en waarbij De legibus dus overeenkwam met Nomoi.

## Inhoud
Het werk is een dialoog tussen Cicero, zijn broer Quintus en zijn vriend Atticus. Hun gesprek wordt gesitueerd in Arpinum. 
Waar Cicero in De re publica had uiteengezet wat de beste staat was, onderzocht hij in De legibus hoe deze staat moest worden ingericht en welke de beste wetten waren. 
In het eerste boek zet hij, overeenkomstig het stoïcisme, uiteen dat deze wetten hun grondslag hebben in de natuur zelf. Hij ziet het staatsrecht dus als een natuurrecht, niet als een creatie van het volk of de heerser.
In het tweede boek komen de religieuze wetten en tradities aan bod (constitutio religionum). Hier houdt Cicero vast aan praktijken als vogelwichelen.
Het derde boek bevat antiek klinkende wetteksten over de Romeinse magistratuur, die vervolgens worden becommentarieerd. In essentie beschrijft hij de republikeinse constitutie van Rome, aangevuld met enkele verwijzingen naar Plato.  
Boek IV lijkt een aanvulling op Boek III te hebben bevat, mogelijk over de rechterlijke macht. De inhoud van Boek V is moeilijk te reconstrueren. Wellicht besprak het in navolging van Plato andere rechtstakken.

## Overlevering
Onder de weinige antieke auteurs die verwijzen naar De legibus zijn Macrobius, Lactantius en Augustinus. De overgeleverde tekst is in essentie gebaseerd op drie middeleeuwse manuscripten in de Universiteitsbibliotheek Leiden:
- Vossianus 84, ca. 800-1100 (A)
- Vossianus 86, ca. 900-1200 (B)
- Heinsianus 118, ca. 1000-1200 (H)

## Uitgaven en vertalingen
- Jonathan G.F. Powell (red.), M. Tvlli Ciceronis De re pvblica. De legibvs. Cato maior de senectvte. Laelivs de amicitia, 2006
- Cicero, Wet en rechtvaardigheid, vert. Maarten Klink, nawoord Ernst Hirsch Ballin, 2023. ISBN 9789463403504

## Voetnoten
1. 1 2  Tegen tirannie – hoe Cicero de Romeinse republiek wilde redden, historiek.net, 4 december 2023

- Bibliothèque nationale de France: cb12446337k (data)
- Gemeinsame Normdatei: 4340135-1
- Library of Congress Control Number: nr96001159
- Nationale bibliotheek van Australië: 35773757
- Nationale Bibliotheek van Israël: 987007602029505171
- Système universitaire de documentation: 079168841
- Virtual International Authority File: 239620679